# Ivica Račan
Ivica Račan (phát âm là [îʋitsa rấtʃan], sinh ngày 24 tháng 2 năm 1944 - mất ngày 29 tháng 4 năm 2007) là một nghiệp chính trị gia Croatia, lãnh đạo của Liên đoàn Cộng sản Croatia (SKH) và sau đó Đảng Dân chủ Xã hội (SDP) 1989-2007. Ông cũng từng là Thủ tướng Croatia từ năm 2000 đến 2003, trong đó ông đứng đầu hai chính phủ liên minh trung tả.
Račan sinh ngày 24 tháng 2 năm 1944 tại Ebersbach, Đức, nơi mẹ ông bị nhốt trong một trại lao động trong thời gian chiến tranh thế giới thứ II. Ông và mẹ của ông sống sót sau vụ đánh bom Đồng minh ở Dresden và bị chôn vùi nhiều ngày tại tầng hầm của một tòa nhà sụp đổ. Sau chiến tranh, Račan trở lại Croatia và trải qua tuổi thơ và tuổi thanh xuân của mình ở Slavonski Brod, trước khi chuyển đến Zagreb và ghi danh tại Đại học Zagreb. Năm 1970, ông tốt nghiệp ngành luật Đại học Zagreb.
Trước khi tham gia vào chính trị, Valentić là một viên chức cao cấp của INA, công ty dầu Croatia.
Ngày 04 tháng 4 năm 1993, ông là một thành viên của Liên minh Dân chủ Croatia, ông được Tổng thống Franjo Tuđman bổ nhiệm vào chức vụ Thủ tướng Croatia. Ông phục vụ trong vị trí đó cho đến ngày 4 tháng 11 năm 1995.
Một vài tháng sau khi nhậm chức nội các của ông phá giá đồng tiền dinar Croatia, ngăn chặn lạm phát và đưa lại một vài mức độ ổn định kinh tế Croatia lần đầu tiên sau khi bắt đầu chiến tranh. Trong tháng 6 năm 1994 dinar Croatia đã được thay thế bằng đồng Kuna.
Năm 1995, trong nhiệm kỳ của ông, quân đội Croatia và cảnh sát tiến hành Chiến dịch Bão cuối cùng sẽ dẫn đến kết thúc của cuộc chiến tranh tại Croatia và Bosnia và Herzegovina.
Sau khi nhiệm kỳ của ông hết hạn, ông làm một nghị sĩ Nghị viện Croatia cho đến năm 2003.